# Giulio Molinari
Giulio Molinari (Novara, 25 de abril de 1988) es un deportista italiano que compite en triatlón. Ganó cuatro medallas en el Campeonato Europeo de Triatlón de Media Distancia entre los años 2014 y 2018.

## Palmarés internacional
| Campeonato Europeo | Campeonato Europeo | Campeonato Europeo | Campeonato Europeo |
| Año                | Lugar              | Medalla            | Prueba             |
| ------------------ | ------------------ | ------------------ | ------------------ |
| 2014               | Peguera (España)   | Medalla de oro     | Individual         |
| 2015               | Rimini (Italia)    | Medalla de plata   | Individual         |
| 2016               | Walchsee (Austria) | Medalla de oro     | Individual         |
| 2018               | Ibiza (España)     | Medalla de oro     | Individual         |